# Festival international du film de Thessalonique 2017
Le festival international du film de Thessalonique 2017, la 58e édition du festival (grec moderne : 58° Φεστιβάλ Κινηματογράφου Θεσσαλονίκης), s'est déroulé du 3 novembre au 11 novembre 2017.

## Déroulement et faits marquants
Le palmarès est dévoilé le 12 novembre 2017 : l'Alexandre d'or est décerné à Ravens (Korparna) de Jens Assur, l'Alexandre d'argent au film No Date, No Signature de Bedoune Tarikh et Bedoune Emza et l'Alexandre de bronze à Winter Brothers (Vinterbrødre) de Hlynur Pálmason. Les prix d'interprétation sont remis à Darya Zhovner pour Tesnota et Reine Brynolfsson pour Ravens.

## Jury

### Jury international
- Annemarie Jacir, réalisatrice, scénariste, productrice
- Payman Maadi, acteur, scénariste, réalisateur
- Karel Och, directeur artistique du Festival international du film de Karlovy Vary
- Bruno Tarrière, ingénieur du son
- Maria Nafpliotou, actrice

## Sélection

### Compétition internationale
- Jersey Affair (Beast) de Michael Pearce
- Cargo de Gilles Coulier
- Tesnota (Теснота) de Kantemir Balagov
- Life Guidance de Ruth Mader
- Lucky de John Carroll Lynch
- No Date, No Signature de Bedoune Tarikh et Bedoune Emza
- Ravens (Korparna) de Jens Assur
- Son of Sofia (Ο γιος της Σοφίας) de Elina Psykou
- The Dragon’s Defense (La Defensa del Dragón) de Natalia Santa
- The Garden (Sommerhäuser) de Sonja Maria Kröner
- The Ox de Giorgos Nikopoulos
- The Surface of Things ('Η επιφάνεια των πραγμάτων) de Nancy Biniadaki
- Those Long Haired Nights (Mga Gabing Kasinghaba Ng Hair Ko) de Gerardo Calagui
- Winter Brothers (Vinterbrødre) de Hlynur Pálmason

### Round Midnight
- Assholes de Peter Vack
- Euthanizer (Armomurhaaja) de Teemu Nikki
- Laissez bronzer les cadavres ! de Hélène Cattet et Bruno Forzani
- Mutafukaz de Run et Shōjirō Nishimi
- Les Garçons sauvages de Bertrand Mandico

### The European Parliament’s LUX Prize
- 120 battements par minute de Robin Campillo
- Sami Blood de Amanda Kernell
- Western de Valeska Grisebach

### Balkan Survey
- 3/4 de Ilian Metev
- A Brief Excursion (Kratki Izlet) de Igor Bezinović
- Ana, mon amour de Călin Peter Netzer
- Charleston de Αndrei Creţulescu
- La Particule humaine (Buğday) de Semih Kaplanoğlu
- Requiem for Mrs. J (Rekvijem za gospodju J) de Bojan Vuletić
- Secret Ingredient (Iscelitel) de Gjorce Stavreski
- Soldiers. Story from Ferentari (Soldații. Poveste din Ferentari) de Ivana Mladenović
- The Miner (Rudar) de Hanna Slak
- Zer de Kazım Öz

### Hommages
- Ildikó Enyedi
- Armand Gatti
- Ida Lupino
- Ruben Östlund

## Palmarès

### Compétition
- Prix Theo Angelopoulos (Alexandre d'or) : Ravens (Korparna) de Jens Assur
- Alexandre d'argent : No Date, No Signature de Bedoune Tarikh et Bedoune Emza
- Alexandre de bronze : Winter Brothers (Vinterbrødre) de Hlynur Pálmason
- Prix d'interprétation féminine : Darya Zhovner pour Tesnota
- Prix d'interprétation masculine : Reine Brynolfsson pour Ravens